# 斐济国立大学
斐济国立大学（英語：Fiji National University）是斐济的一所公立大学。

## 历史
2010年由六所斐济的学校合并而成，分别是斐济理工学院，斐济护理学校，斐济高等教育学院，劳托卡教师学院，斐济农业学院和斐济医学校。
学校共有33处校区和中心，主要包括五个学院，十五座图书馆，分布在斐济全国各地。拥有30种不同课程，截止2012年1月教职员工超过1800名，学生录取人数超过两万名的记录。